# Furunkulose der Fische
Die Furunkulose der Fische ist eine bei Forellenfischen auftretende bakterielle Infektionskrankheit, die durch Aeromonas salmonicida hervorgerufen wird. Besonders stark betroffen sind Saiblinge und die Bachforelle. Sie tritt bei allen Altersklassen und gehäuft im Sommer bei hohen Wassertemperaturen, Sauerstoffmangel, Überfütterung und anderen Stressfaktoren auf. Das klinische Bild ist sehr variabel, namensgebend war die subakute Hautform, die mit Veränderungen einhergeht, die an Furunkel erinnern. Echte Furunkel, also Abszesse der Haarbälge, kommen bei Fischen selbstverständlich nicht vor. 

## Erreger und Übertragung
Die Furunkulose wird durch Aeromonas salmonicida ssp. salmonicida, einen Vertreter der Gattung Aeromonas, verursacht. Die Infektion erfolgt durch direkten Kontakt mit Beuleninhalt, Kot und Urin infizierter Fische sowie indirekt durch mit dem Erreger behaftete Eier, Gerätschaften, Vögel und blutsaugende Parasiten.
Eine analoge Erkrankung bei den Karpfen ist die Carp Erythrodermatitis (CE), die durch eine auf Karpfenartige spezialisierte Unterart von Aeromonas salmonicida verursacht wird. Diese Krankheit wurde früher als „Geschwürform der Bauchwassersucht“ bezeichnet und in den Komplex der Frühlingsvirämie der Karpfen eingeordnet.

## Klinisches Bild
Die akute Form tritt vor allem bei Jungfischen auf. Sie ist durch eine durch Septikämie gekennzeichnet und zeigt sich in plötzlichen Verlusten bei bis zu 50 % des Bestandes. An den Flossenansätzen treten oft Blutergüsse und in den Kiemen kleine, punktförmige Blutungen (Petechien) auf. Auch an den inneren Organen und der Muskulatur treten Zeichen einer Septikämie wie Petechien, breiige Nieren und Milzschwellung auf. 
Die subakute Form verläuft weniger dramatisch und verursacht nur geringe Verluste. Hier werden zwei Formen unterschieden: die Form mit Beulenbildung und die Darmfurunkulose:
- Bei der Furunkulose mit Beulenbildung treten in der Muskulatur Beulen auf, die bei Eröffnung einen typischen weinroten, eitrig-schmierigen Inhalt entlassen und tiefe Geschwüre hinterlassen. Bei Jungfischen treten oft nur dunkle Hautflecken und Rötungen der Flossenansätze auf. Eine Sekundärinfektion mit Pilzen kann das klinische Bild verschlimmern.
- Die Darmfurunkulose zeigt sich in einer blutigen Darmentzündung (hämorrhagische Enteritis) mit Vorstülpung des Afters.

Die chronische Form erstreckt sich über Monate und zeigt sich oft in einer Dunkelfärbung der Haut, Defekten der Schuppen und Flossen sowie Blindheit und allgemeiner Schwäche. Im Bereich des Kopfes und des Rückens treten typische weißliche Aufhellungen auf.

## Behandlung
Eine sichere Diagnose kann nur durch eine bakteriologische Untersuchung gestellt werden. Hierbei ist möglichst ein Antibiogramm zu erstellen, mit dem ein wirksames Antibiotikum ermittelt werden kann.
Große Bedeutung haben seuchenprophylaktische Maßnahmen wie die Verminderung der Besatzdichte, Kürzung der Futterration an warmen Sommertagen, Quarantäne und vorangehende Kontrolluntersuchung zugekaufter Fische, Desinfektion der Eier und Geräte sowie die unschädliche Beseitigung toter und erkrankter Fische. Außerdem stehen zur Prävention Impfstoffe zur Verfügung.